# 一宮あい
一宮 あい（いちみや あい、2004年5月22日 - ）は、日本のグラビアアイドル、ライブアイドル、タレント。京都府出身。女性アイドルグループ「ポップキャスト」のメンバー。

## 略歴
2022年8月30日、1stイメージビデオ『おともだち〜2人め〜』を発売し、グラビアデビュー。
2023年11月、アイドルユニット「ポップキャスト」のメンバーに加入。

## 人物
- 趣味は映画・ドラマ鑑賞、カラオケ、アイドル鑑賞、スノーボード、旅行[1]。
- 特技は水泳、カヌー[1]。

## 作品

### イメージビデオ
- おともだち〜2人め〜（2022年8月30日、エスデジタル）[5][6]
- あいたかったよ！（2023年11月20日、ラインコミュニケーションズ）[7][8]
- 愛ことば （2024年4月24日、スパイスビジュアル）[9][10]

### デジタル写真集
- 一宮あい「あいの日常」（2024年10月30日、グラビアプレス）